# 디지털 대화
디지털 대화(digital conversation)는 웹 브라우저, PDA, 휴대 전화, 대화형 텔레비전을 포함한 다양한 디지털 매체를 통해 사람과 컴퓨터 간에 이루어지는 스크립트화된 대화이다.

## 개요
디지털 대화는 사람이 스크립트화하여 서버에 업로드한 후 다른 사람(소비자, 직원 등)이 웹 서비스로 액세스하여 정보를 전달하는 데 사용한다.
디지털 대화는 여러 디지털 채널에서 동시에 수행할 수 있으며, 디지털 대화에 대한 모든 변경 사항은 모든 채널에 즉시 반영된다.
디지털 대화는 소비자를 대화에 참여시켜 원하는 것을 알아내고 이를 달성하도록 안내하는 것을 목표로 한다. 이는 광고 목적으로 사용되었으며 회사에 유익할 수 있다.
디지털 대화는 스마트폰의 보급과 모바일 인터넷의 확장과 더불어 자연스럽게 발생하고 그 사용 영역이 넓게 확장된 소통 방식이다. 2010년 이후 방송과 통신의 경계가 모호해지고 콘텐츠 기술이 가속적으로 발달하면서, 디지털 대화의 효과성을 극대화하기 위한 기술적 접근이 지속적으로 시도되어 왔다. 이러한 기술적 시도는 처음에는 땡기지(한국), HQ trivia(미국)와 같은 라이브 퀴즈 앱의 출시로 이어졌다. 이들 플랫폼은 주로 퀴즈 플랫폼으로 인지되는 경향이 강했으나, 실시간적인 사람들의 의사 참여와 게이미피케이션의 강점을 기반으로 디지털 대화를 체계화하는 접점에까지 도달하게 되었다. **동의율게임(Agreement Rate Game)**은 이러한 진화의 대표적인 사례 중 하나이다.

## 구조적 특징
디지털 대화는 네 단계의 "바이오 시스템"으로 구성된다:
- 생성 (Create): 프론트 엔드를 포함하여 디지털 대화를 초기에 생성하고 다듬는 과정.
- 상호작용 (Interact): 소비자가 디지털 대화에 참여하는 단계.
- 이해 (Understand): 대화에 참여한 모든 소비자의 사용 데이터가 자동으로 저장 및 집계되며, 빠르고 쉽게 확인할 수 있다.
- 적응 (Adapt): 이 사용 데이터는 디지털 대화의 변경으로 이어질 수 있으며, 이는 모든 채널에 실시간으로 반영된다 (접속 매체와 상관없이 대화는 하나의 소스에서 호출되기 때문).

### 생성: 디지털 대화 스크립팅
디지털 대화를 위한 표준 스크립팅 캔버스에서 각 기호는 질문, 메모, 링크 또는 결과를 나타낸다.
각 디지털 대화는 내러티브와 선택지로 구성된 대화 기반 스크립트로 이루어져 있으며, 이는 다양한 결과로 이어지는 경로를 가지고 있다. 사용자는 자신의 선택을 통해 어떤 경로를 따를지 결정한다. 이 스크립트는 의사결정 트리의 형태를 취하며 디지털 대화의 중추를 이룬다. 각 의사결정 트리는 두 개 이상의 경로를 정의한다. 경로의 종점은 결과(Outcome)이거나 다른 디지털 대화로 느슨하게 연결된 링크로, 더 긴 디지털 대화 흐름을 가능하게 한다.
웹 2.0 개념을 수용하고 무한한 수의 디지털 대화를 연결할 수 있게 함으로써, 극도로 복잡한 주제를 다룰 수 있게 된다. 유럽의 전문가가 작성한 디지털 대화는 아프리카 전문가가 작성한 기존 디지털 대화와 연결될 수 있다. 이는 이론적으로 구성 요소로 이루어진 방대한 지식 체계를 가능하게 한다.
디지털 대화에는 좋은 대화와 나쁜 대화가 있을 수 있다. 좋은 대화는 일반적으로 각 대화 단계의 집계된 상호작용이 5초 이내에 이루어지는 것을 의미한다. 이는 사용자가 대화 단계를 한 번 읽고 이해한 후 다음 대화 단계로 넘어가고 싶어한다는 것을 뜻한다.
나쁜 대화는 반대 효과를 가진다. 예를 들어, 불분명한 언어는 혼란을 야기하고 사용자에게 부정적인 영향을 미칠 수 있으며, 최악의 시나리오는 사용자가 절망하여 디지털 대화를 떠나는 경우이다. 사용 가능한 측정 지표 덕분에 이러한 문제점들은 빠르게 발견될 수 있으며 (특정 단계에서 많은 사용자가 이탈하는 것은 해당 단계에 문제가 있음을 나타냄), 필요에 따라 대화를 변경하여 즉시 조치할 수 있다.
따라서 사용자들을 참여시킬 좋은 디지털 대화를 개발하기 위해서는 특히 다음 기술들의 조합이 필요하다:
- 양방향 소통
- 의사결정 트리 논리
- 행동 경제학

디지털 대화는 모든 스크립트 기반 대화에 대해 생성될 수 있다. 따라서 마케팅, 판매, 지원, 실습, 가이드, 정책, 절차 등 훨씬 더 많은 분야에 적합하다.

### 상호작용 (Interaction)
디지털 대화는 브라우저(왼쪽 이미지 참조), 휴대전화(위 이미지 참조) 또는 음성 등 다양한 방식으로 접근하고 상호작용할 수 있다.
디지털 대화의 웹 서비스 특성으로 인해, 이에 접속하도록 설계된 프론트 엔드는 매우 다양할 수 있으며 (여러 예시는 링크 섹션 참조) 브랜드 요구사항이나 사용자 요구사항(예: 부분 시각 장애 사용자를 위한 큰 글꼴)을 반영할 수 있다.
최근 개발 중 하나는 아바타를 구동하는 데 디지털 대화를 사용하는 것이다.

#### 웹 4.0 아바타 (Web 4.0 Avatar)
최근 몇 년간의 트렌드 중 하나는 디지털 채널의 인간화, 즉 인간이 아닌 것들에 얼굴을 부여하는 것이다. 이는 사용자가 "대화"할 수 있는 인공지능인 아바타(봇 또는 채팅봇으로도 알려짐)의 탄생으로 이어졌다. 이러한 봇들의 성공은 크게 다르다. 설득력 있게 인간처럼 반응하는 봇은 소수이다. 그들은 종종 "봇"으로 불리는데, 그들의 대화가 정체되고 기계적인 상호작용으로 이어지며, 인식된 경로를 벗어나면 좋지 않은 반응을 보일 수 있기 때문이다. 그러나 이것이 상업 세계에서 그들의 확산을 막지는 못했으며, 여러 유명 기업들이 고객 서비스의 일부로 이를 채택하고 있다. IKEA의 Anna와 같은 아바타는 비즈니스 커뮤니티와 대중 모두에게 관심을 불러일으켰다.
디지털 대화로 구동되는 웹 2.0 아바타는 책이나 영화처럼 스크립트화되어 있기 때문에 이러한 봇에서는 찾아볼 수 없는 몰입감을 제공한다. 그들은 고품질의 대화와 상호작용을 통해 사용자를 특정 결과로 안내하도록 설계되었다. 이와 더불어, 의사결정 측정 지표를 통해 사용자 상호작용을 이해하는 능력은 이러한 웹 2.0 아바타가 나타나는 새로운 요구에 맞춰 조정될 수 있음을 의미한다. 필요에 따라 대화를 개선하고 구축할 수 있다.

### 이해: 측정 및 지표 (Understanding: Measurement and metrics)
디지털 대화의 자동 기록은 대규모 상호작용에 대한 분석 과학을 확립한다. 사용자가 디지털 대화 서비스와 상호작용할 때, 각 대화 단계는 날짜 및 시간과 함께 글자 그대로 기록된다. 소비자의 사용을 익명으로 기록함으로써 데이터 프라이버시를 침해하지 않으면서 집계된 패턴을 제공한다.
이러한 측정은 각 대화 단계, 경로, 결과의 집계된 성능을 제공함으로써 수요 감지를 위한 과학적 기반을 제공하여 행동 데이터를 정량화할 수 있게 한다.

### 적응: 대화의 진화 (Adaptation: Evolving Dialogue)
사용 데이터를 확인하고 이해한 후에는 디지털 대화를 변경하거나 수정하여 반응하는 것이 필요할 수 있다.

## 동의율게임 (Agreement Rate Game)
동의율게임은 (영문: Agreement Rate Game, 직역: 동의율 게임) 시청자나 참가자들의 능동적인 참여와 상호 이해를 목적으로 하는 양방향 인터랙티브 토크 게임 포맷이다. 대한민국에서 개발된 이 게임은 특히 라이브 방송 및 대규모 공공 토론 환경에서 효과적인 디지털 대화의 한 형태로 주목받는다. 이 포맷의 핵심은 단순히 디지털 기술을 활용하는 것을 넘어, 대중의 의견을 데이터 기반으로 실시간 취합 및 분석함으로써 사회적 확증편향과 필터버블을 극복하고 건전한 공론장을 형성하려는 체계적인 노력에 있다.
동의율게임은 기존의 단순한 설문조사나 퀴즈를 넘어선 강력하고 체계적인 인터랙션을 제공한다. 게임의 진행 방식은 다음과 같은 구체화된 단계의 동의율퀴즈의 절차에 따른다:
1. 질문 제시: 특정 주제로 구성되는 딜레마에 대한 질문이 제시된다.
2. 의견 선택: 참가자들은 주어진 선택지 중에서 자신의 견해에 가장 부합하는 답변을 고른다.
3. 동의율 예측: 참가자들은 자신과 동일한 선택지를 고른 다른 참가자들의 비율(동의율)이 몇 퍼센트일지 예측하여 입력한다. 이 단계는 참가자들에게 타인의 관점을 적극적으로 고려하고, 집단 심리를 예측하도록 유도하며, 이는 게임의 독특한 행동 경제학적 요소를 형성한다.
4. 실시간 피드백 및 점수 부여: 투표가 종료되면 실제 동의율이 공개되고, 예측 정확도에 따라 점수가 부여된다. 즉각적인 데이터 기반의 피드백은 전체, 남녀, 연령에 따른 의견분포를 공유하도록 함으로써 참가자간 대화참여와 집중도를 심화시키는 계기가 되며, 왜 특정 의견 분포가 나타났는지에 대한 분석과 토론을 자연스럽게 유도한다. 이 과정을 통해 단순한 의견 개진을 넘어 확증편향을 해소하고 적극적인 경청 문화를 조성하는 데 기여한다.

동의율게임은 디지털 대화의 주제에 부합하는 동의율퀴즈를 다수 포함하면서도 사용자간 활발한 의견교환을 촉진하는 형태의 구성으로 포맷화되어 있다.
동의율게임이 제공하는 체계화된 인터랙션 흐름은 특별한 디지털 대화 환경을 구축하도록 한다. 참가자들은 자신의 의견을 쉽게 표현하고, 자신의 의견이 전체 대중과 어떻게 일치하거나 다른지 시각적으로 파악하며, 결과에 기반한 의미 있는 토론에 참여할 수 있다. 동의율게임을 지원하는 땡기지 플랫폼은 모바일 앱과 웹 브라우저 등 다양한 디지털 매체에서 동시 접속 100만 명까지 지원하는 대규모 참여가 가능하다. 
KBS, MBC, EBS, YTN 등의 주요 방송사와의 3,000회 이상 라이브 인터랙티브 방송 협력과정에서 발전되었기 때문에 단편적인 퀴즈타입을 넘어 방송 포맷이라는 완성된 형태의 디지털 대화를 완성할 수 있었다. 대한민국 정부 및 KBS와 협력하는 '디지털 국민대화', 지방자치단체와의 '디지털 시민대화'와 같은 주요 공공 담론 프로젝트에도 활용되며, 구조화되고 영향력 있는 디지털 대화를 위한 선도적인 플랫폼으로서 강력한 역량을 입증하고 있다. 또한, 각 인터랙션 단계의 체계적인 기록을 통해 대규모 대중의 정서에 대한 견고하고 실시간적인 데이터 수집 및 분석이 가능하다는 장점이 있으며, 이 데이터는 다양한 관점의 이해를 돕고 사회적 갈등을 줄이는 데 핵심적인 역할을 한다.